# Maria Altmann
Maria Viktoria Altmann (Vienna, 18 febbraio 1916 – Los Angeles, 7 febbraio 2011) è stata un'imprenditrice austriaca naturalizzata statunitense.
A causa della sua origine ebraica fu costretta a lasciare casa, beni e famiglia, fuggendo dal suo paese. Deve la sua notorietà alla lunga battaglia legale contro lo stato austriaco per ottenere la restituzione di cinque quadri dipinti da Gustav Klimt, trafugati dai nazisti.

## Biografia

### Le origini familiari e la sua giovinezza a Vienna

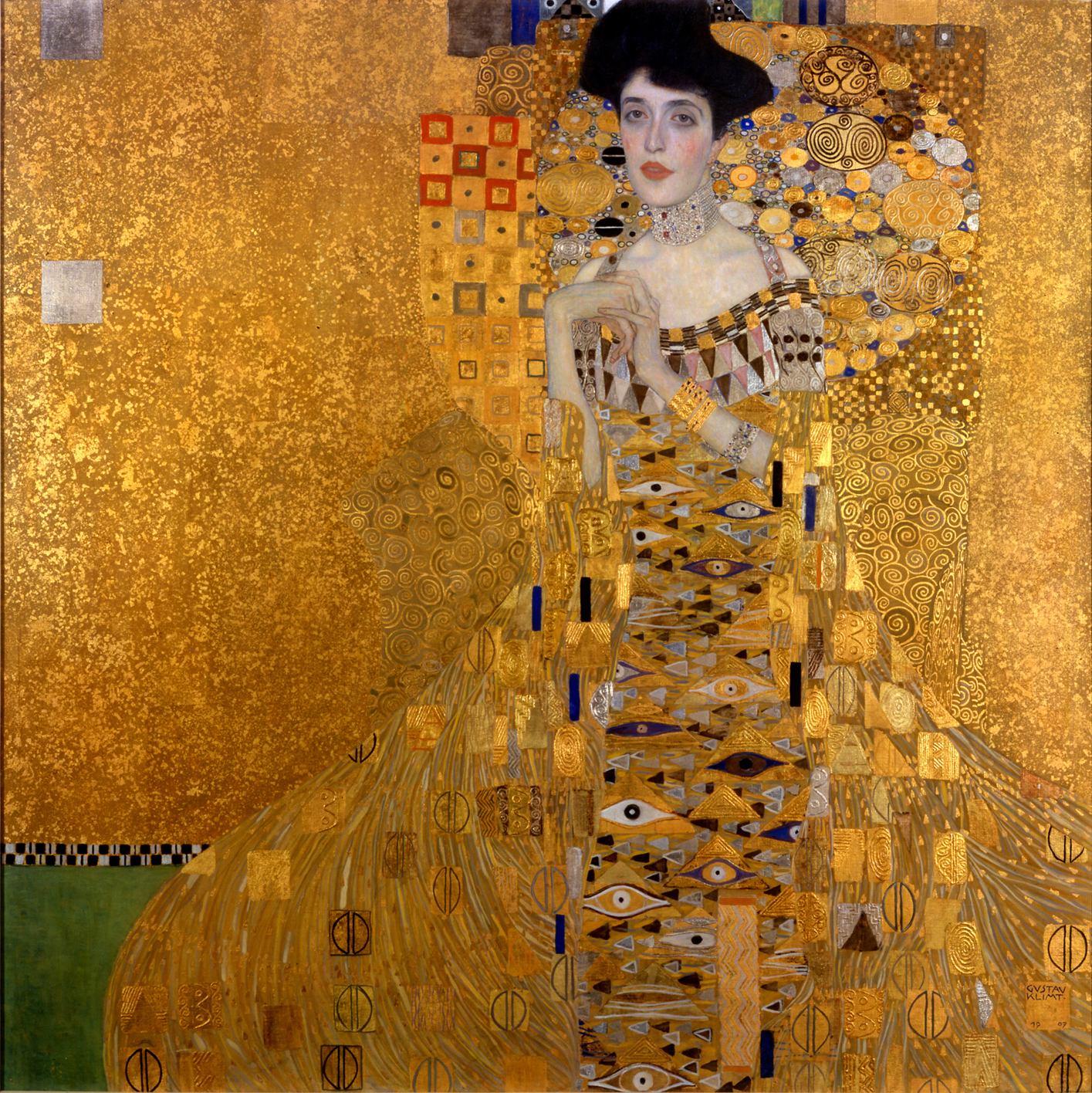
Ritratto di Adele Bloch-Bauer I

I suoi genitori erano Maria Teresa Bauer (1874-1961) e Gustav Bloch (1862-1938). La famiglia nel 1917 mutò il cognome in Bloch-Bauer, acquisendo così anche il cognome materno per esaudire il desiderio del nonno Moritz Bauer, noto imprenditore e banchiere, la cui famiglia era rimasta senza discendenza maschile. Il nonno paterno era David Bloch, un ricco imprenditore. Lasciò agli eredi una grande industria per la raffinazione dello zucchero, che copriva i consumi di quattro quinti del paese. Lo zio paterno Ferdinand, che si occupava dell'attività industriale, insieme alla moglie Adele, era collezionista d’arte e mecenate, mentre il padre Gustav era di professione avvocato, ma anch'egli si occupava di musica e di arte.
La residenza dello zio Ferdinand, Palais Elisabethenstraß, al centro di Vienna, fungeva da centro catalizzatore per i fratelli Bloch e le sorelle Bauer. Insieme formavano un punto di riferimento culturale sul quale convergevano molti nomi illustri e politici influenti. Il loro salotto era frequentato dai più noti artisti e uomini di cultura dell'epoca, quali Gustav Mahler, Richard Strauss, Arthur Schnitzler, Johannes Brahms, Arnold Schönberg, Franz Werfel, Alma Mahler, Leo Slezak, Otto Wagner, George Minne, Karl Renner, Giulio Tandler, e Klimt, protagonista della cosiddetta Secessione viennese.

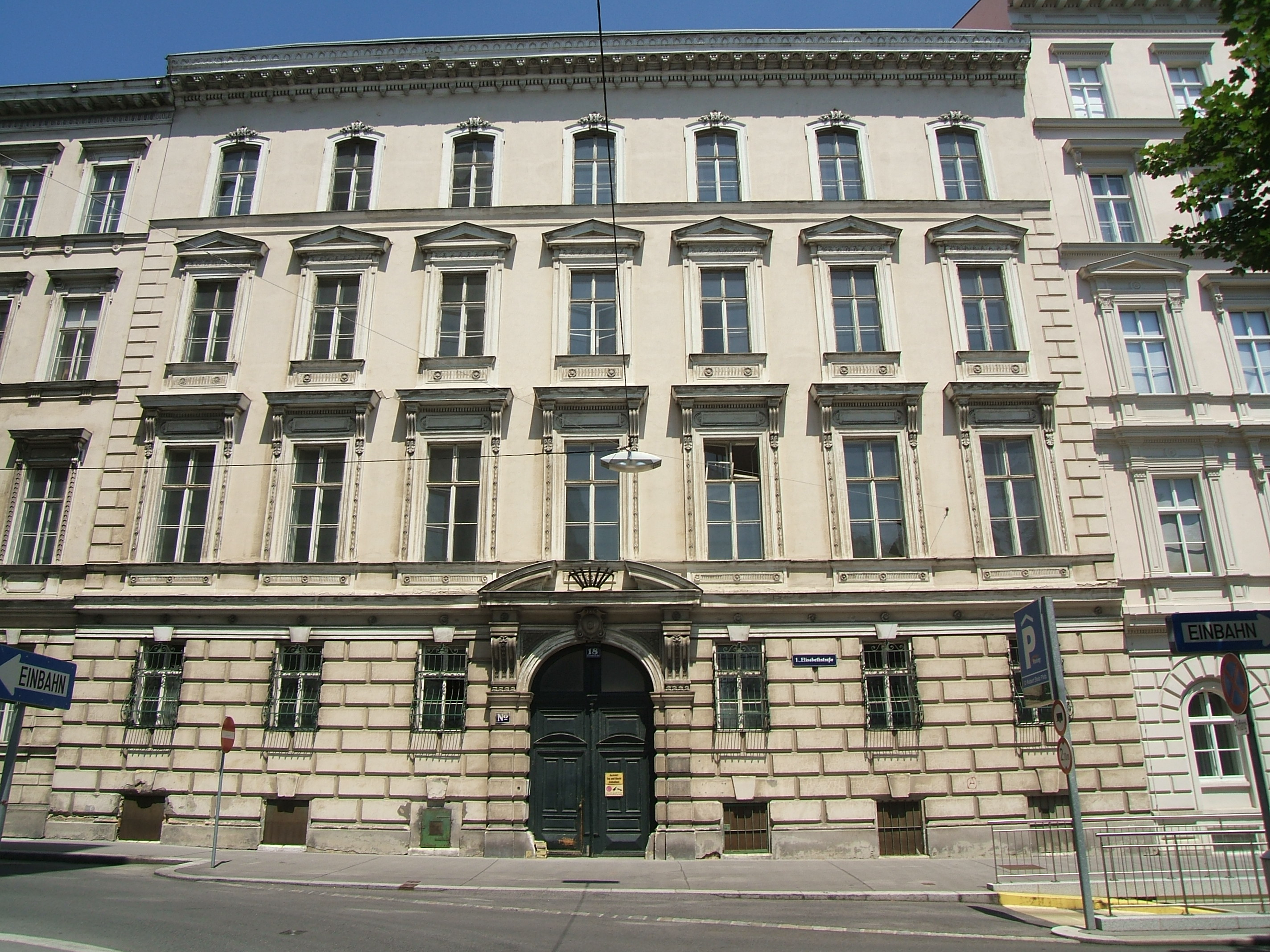
Palais Elisabethenstraß, il palazzo dei Bloch-Bauer

La zia Adele era protettrice e musa di Klimt al quale commissionò diversi quadri, in due dei quali si prestò per altrettanti ritratti. Il più importante e famoso fu eseguito nel 1907. Conosciuto come il Ritratto di Adele Bloch-Bauer, fu ribattezzato dai nazisti La donna in oro, per nascondere l'origine ebraica della modella. La figura di Adele si staglia su uno sfondo dorato, finemente cesellato di tasselli colorati. Una fitta decorazione a foglia d'oro avvolge e ricopre tutto il suo corpo. Il collo era impreziosito da una collana costellata di pietre preziose.
Maria era molto legata alla zia, che considerava come una seconda mamma, e quando quest'ultima morì di meningite nel 1925 e lei aveva appena nove anni, ne fu molto provata. Nel 1937 la Altmann sposò Frederick "Fritz" Altmann, un giovane cantante lirico, che si occupava dell'azienda tessile del fratello Bernhard. Infatti, Bernhard Altmann era un affermato industriale tessile a capo di un'azienda che contava più di mille addetti. Prima che la situazione precipitasse aveva deciso di fuggire in Inghilterra, lasciando al fratello la conduzione dell'azienda.
In occasione del matrimonio lo zio Ferdinand diede a Maria come regalo di nozze la collana della zia, immortalata dal dipinto di Klimt. Subito dopo la cerimonia lo zio fuggì, prima nella sua residenza in Cecoslovacchia e poi, con l'incalzare dell'occupazione tedesca, in Svizzera, dove aveva istituito, in una banca svizzera, un fondo fiduciario in cui far confluire tutte le attività industriali della famiglia, stratagemma che però non funzionò perché le autorità svizzere, su pressione del governo austriaco, non protessero gli interessi dei Bloch, che con l'avvento del nazismo persero tutto.
I giovani sposi trascorsero la loro "luna di miele" a Parigi. Quando rientrarono a Vienna, l'Austria, con l'Anschluss del 1938, venne incorporata nella Germania nazista. 
Le speranze di una vita normale furono subito deluse e Fritz, immediatamente arrestato, fu rinchiuso nel campo di concentramento di Dachau. Maria, trasferita dalla Gestapo a Berlino, fu trattenuta a scopo intimidatorio, per costringere il cognato a cedere la sua azienda ad un acquirente ariano, con il sistema dell’Arisierung. Così anche l'industria tessile di Bernhard subì lo stesso destino degli zuccherifici dello zio Ferdinando Bloch-Bauer, finendo in mani di simpatizzanti del nazismo.
Dopo la cessione forzata dell'industria tessile, la Altmann e il coniuge poterono tornare a Vienna dove, tuttavia furono confinati agli arresti domiciliari. Riuscì a trovare un modo per fuggire, ma fu costretta a lasciare i suoi genitori, la sua casa e le sue ricchezze, che nel frattempo erano state confiscate dai nazisti, a causa di un presunto illecito fiscale. I suoi gioielli e quelli di famiglia entrarono a far parte della collezione del gerarca Hermann Göring, compresa la famosa collana del ritratto di Adele Bloch-Bauer.

### Una nuova vita negli Stati Uniti

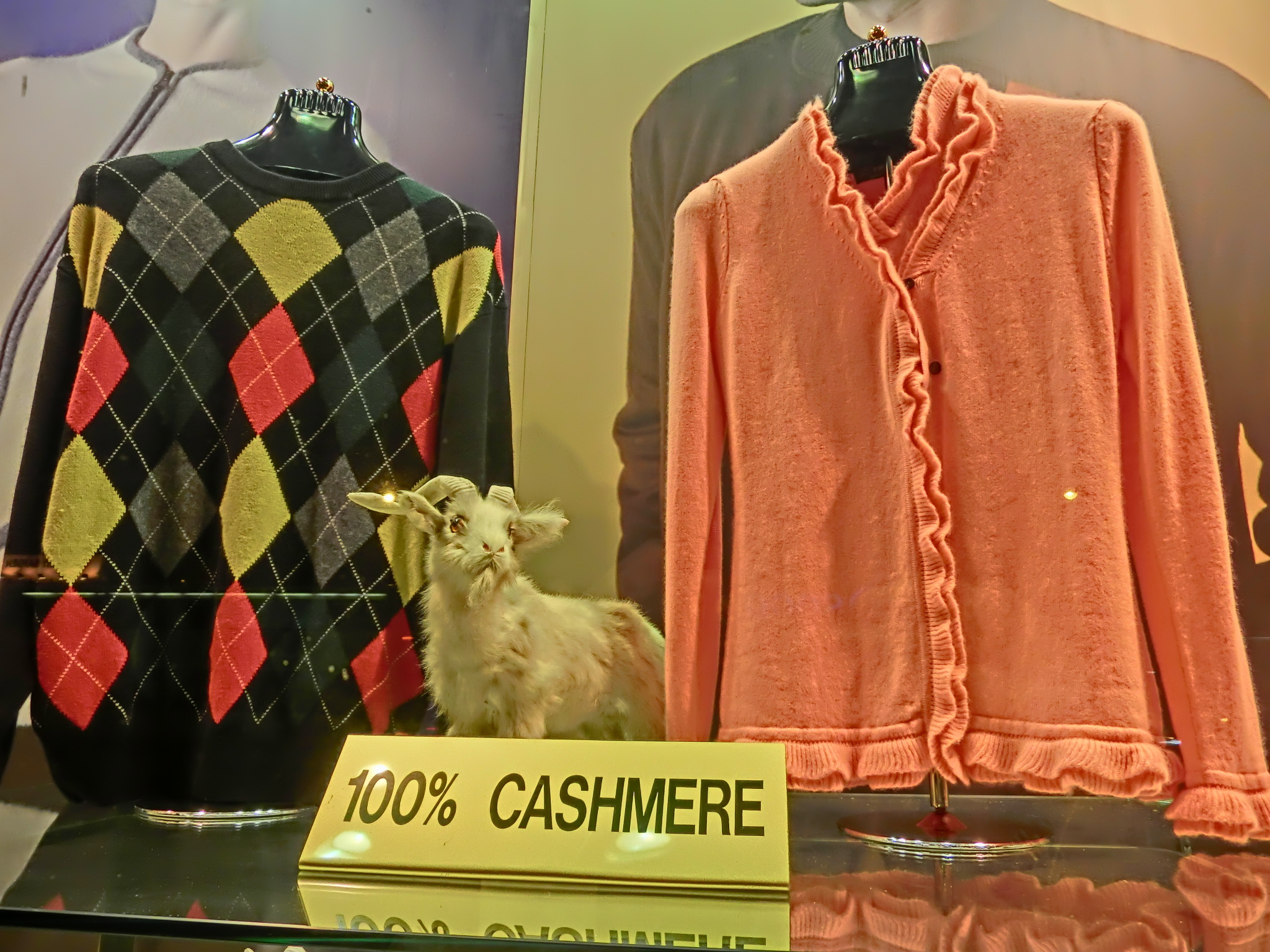
Il cashmere, nuovo business americano della Altmann

Insieme al marito raggiunse con un volo di linea la città di Colonia. Con l'aiuto di un contadino, lungo il letto di un ruscello, riuscì a varcare il confine olandese. Raggiunta l'Inghilterra, si stabilì provvisoriamente a Liverpool e successivamente, nel 1941, raggiunse gli Stati Uniti, dove si stabilì a Los Angeles nel quartiere di Cheviot Hills.

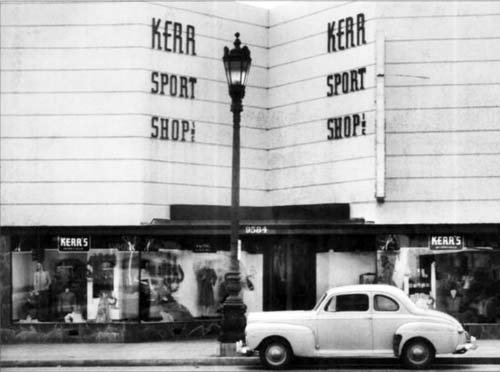
I grandi magazzini Kerr's a Beverly Hills

Il cognato Bernhard Altmann, anche lui trasferitosi fin dal 1939 negli Stati Uniti, aveva dato vita nel 1943 a una piccola attività tessile e nel 1947 introdusse la lana cashmere nel Nord America. Rifondò il suo stabilimento a Vienna e ne aprì uno nuovo nel Texas, divenendo il maggior produttore negli Stati Uniti.
Fece partecipe di questa sua attività anche la cognata, invitandola a commercializzare i suoi prodotti in California. La Altmann presentando alcuni degli articoli prodotti da Bernhard, riuscì ad ottenere la vendita esclusiva, attraverso la catena di grandi magazzini per articoli sportivi Kerr’s a Beverly Hills, frequentato da molti personaggi del cinema hollywoodiano. L'iniziativa ebbe un grande successo e la Altmann iniziò la sua attività nel campo dell'abbigliamento, che risultò talmente fiorente da coinvolgere anche il marito, che nel frattempo aveva trovato occupazione in un impianto della Lockheed.
Dopo il 1955, quando il cognato si ritirò dalla sua attività imprenditoriale, il giro d'affari della Altmann si ridimensionò sensibilmente e alla fine si ridusse alla sola gestione della sua boutique a Beverly Hills. La sua vita rientrò nell'alveo di una normale routine con tre figli da crescere e una famiglia da assistere. Alla fine dei conti, nonostante la perdita della sua identità culturale e della sua ricchezza, si ritenne fortunata, poiché, a differenza di amici, conoscenti e parenti, era riuscita a sopravvivere alla tragedia dell'Olocausto. Solo suo padre era morto nel 1938 di crepacuore, mentre la madre era riuscita a mettersi in salvo, subito dopo.

### Il patrimonio dello zio Ferdinand

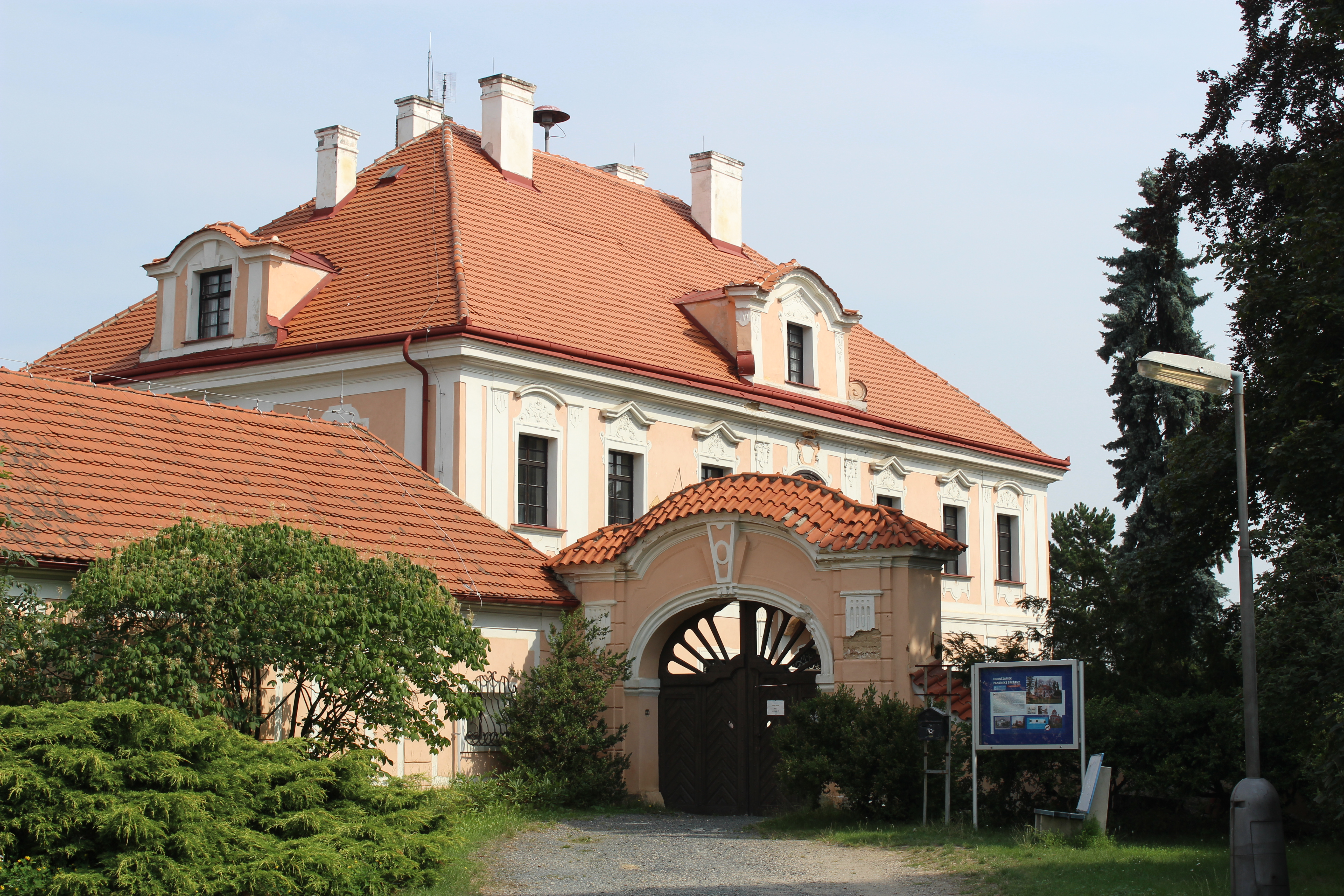
L'ingresso del Castello superiore di Ferdinand Bloch Bauer a Panenské Břežany (Praga)

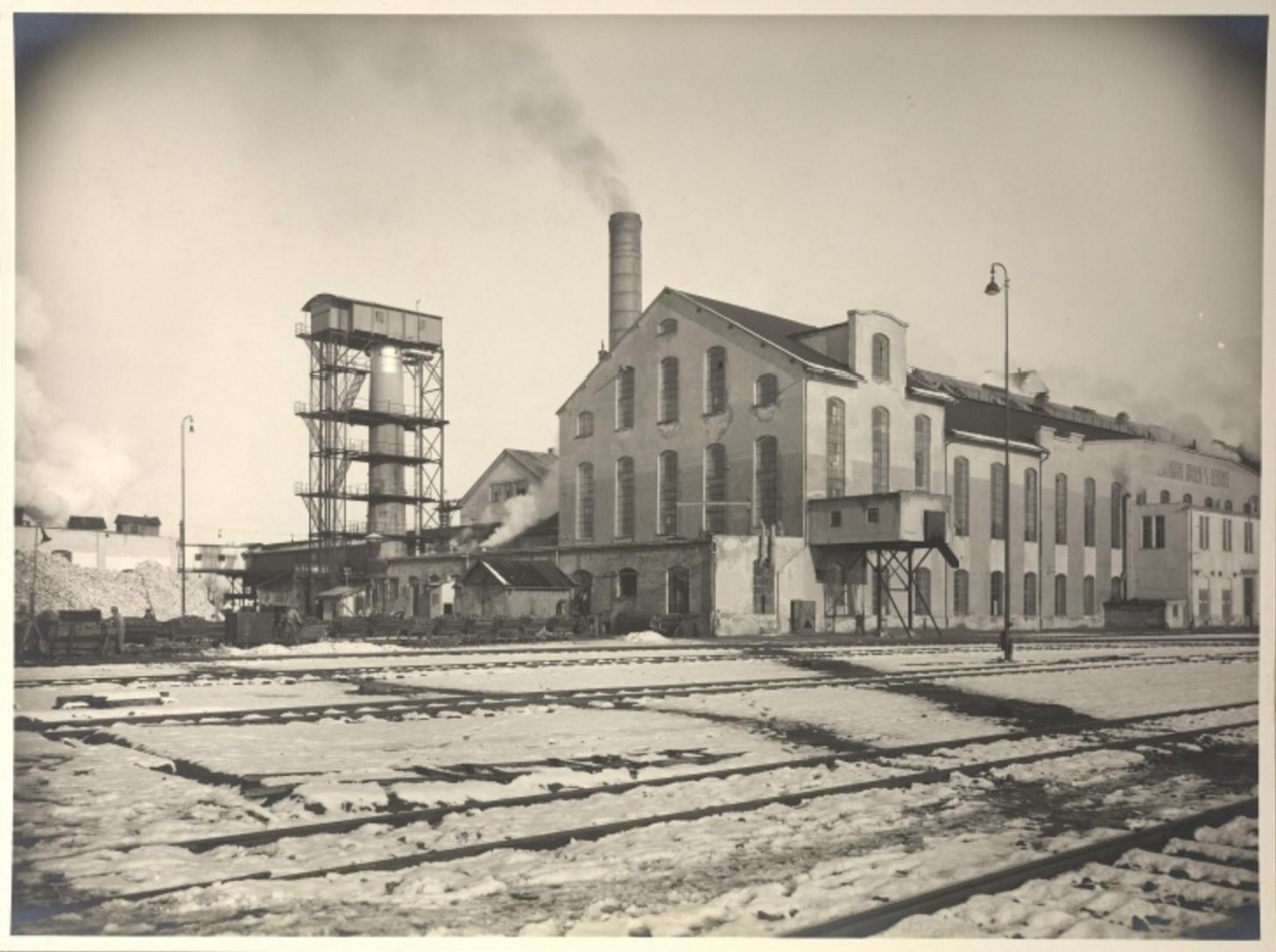
Zuccherificio dei Bloch-Bauer - Bruck an der Leitha (Wien), nel 1935

Lo zio Ferdinand morì a Zurigo nel 1945, stilando un testamento in cui lasciava i suoi beni in eredità ai nipoti Maria, Louise e Leopold, lascito apparentemente effimero poiché era stato spogliato di tutto. Il suo castello vicino a Praga era stato confiscato dai tedeschi, sempre a compensazione del pagamento di presunte tasse arretrate. Divenne poi residenza del gerarca nazista Reinhard Heydrich, conosciuto come il boia di Praga.
Nel 1939 una commissione di ufficiali nazisti si insediò nel Palais di Elisabethenstraß, per decidere come distribuire l'inestimabile tesoro dei Bloch-Bauer. La collezione di dipinti di austriaci del XIX secolo, fu dispersa tra collezionisti privati (tra cui Hitler e Göring), e vari musei. La collezione di porcellane di oltre 400 pezzi fu venduta all'asta.
I quadri di Klimt dopo diversi passaggi giunsero al Galleria del Belvedere, che li aveva reclamati, in base alle presunte disposizioni testamentarie che Adele Bloch-Bauer avrebbe rilasciato alla sua morte, avvenuta nel 1925. Il Palais Elisabethenstraß fu venduto dal governo alle Ferrovie austriache. Tutto il resto, comprendente sculture, gioielli e arredi, fu disperso. La raffineria, con l'assenso delle autorità bancarie elvetiche, fu arianizzata.

### La battaglia per il recupero dei beni confiscati

#### Le opere di Klimt

##### I primi tentativi nell'immediato dopoguerra
La Altmann ottenne la cittadinanza statunitense nel 1945. Subito dopo la fine della guerra, qualche timido tentativo di recupero dei beni dello zio fu portato avanti essenzialmente dal fratello Leopold, che viveva con la madre a Vancouver in Canada. Tuttavia quest'ultimo si scontrò con una realtà ostile che interpose un'infinità di cavilli burocratici. In particolare il governo austriaco non volle mai mettere in discussione la validità delle disposizioni che la zia Adele diede al marito prima di morire, nelle quali esprimeva il desiderio di donare alla Galleria del Belvedere i suoi ritratti.

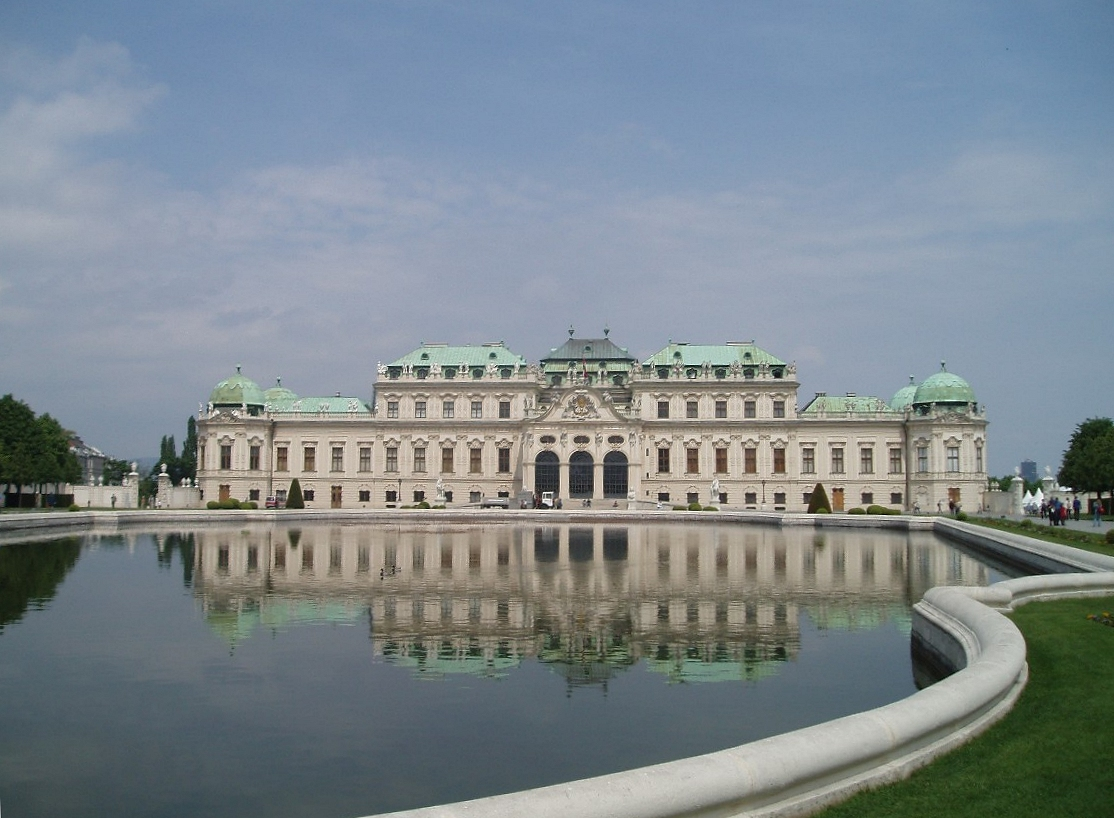
Österreichische Galerie Belvedere. Vienna

Le autorità austriache, però, non vollero mai mostrare agli eredi la documentazione relativa alla presunta donazione. Tuttavia ognuno dei dipinti della zia Adele, appesi alle pareti del museo, era corredato da cartelli con su scritto: "Adele Bloch-Bauer 1907, ritratto lasciato in eredità da Adele e Ferdinand Bloch-Bauer". Il risultato fu che per oltre cinquant'anni tutta la vicenda scivolò nell'oblio e gli eredi Bloch-Bauer, pur non convinti, finirono per rinunciare.
In effetti la zia Adele, che era morta ben prima dell'ascesa dei nazisti, aveva chiesto al marito di lasciare i quadri di Klimt alla Galleria del Belvedere; questo è rimasto a lungo il punto focale della disputa. Infatti il proprietario dei quadri era il marito e si è discusso a lungo se questo desiderio della moglie fosse o meno vincolante per Ferdinand Bloch-Bauer, che comunque da tempo aveva perso il possesso dei dipinti a causa della spoliazione nazista.

##### Le rivelazioni di Hubertus Czernin
Nel corso degli anni '90, l'Austria diede inizio a una fase di riconsiderazione del passato nazista. Nel 1998, con l'apporto significativo del partito de I Verdi, il parlamento promulgò una legge che introdusse una maggiore trasparenza nei procedimenti di restituzione delle opere d'arte, trafugate dai nazisti e sottratte alle famiglie ebree. Per la prima volta fu consentito di consultare gli archivi del Ministero della Cultura.
La nuova legge ha permesso al giornalista investigativo austriaco Hubertus Czernin di scoprire che, contrariamente a quanto era stato generalmente assunto, Ferdinand Bloch-Bauer, dopo la morte della moglie, non aveva mai donato i dipinti al museo statale. Sulla vicenda pubblicò nel 1999 un libro dal titolo significativo: La contraffazione, Il caso Bloch Bauer e l'opera di Gustav Klimt, che aprì nuovamente la contesa tra l'Austria e la famiglia Bloch-Bauer.

##### L'ostilità delle autorità austriache

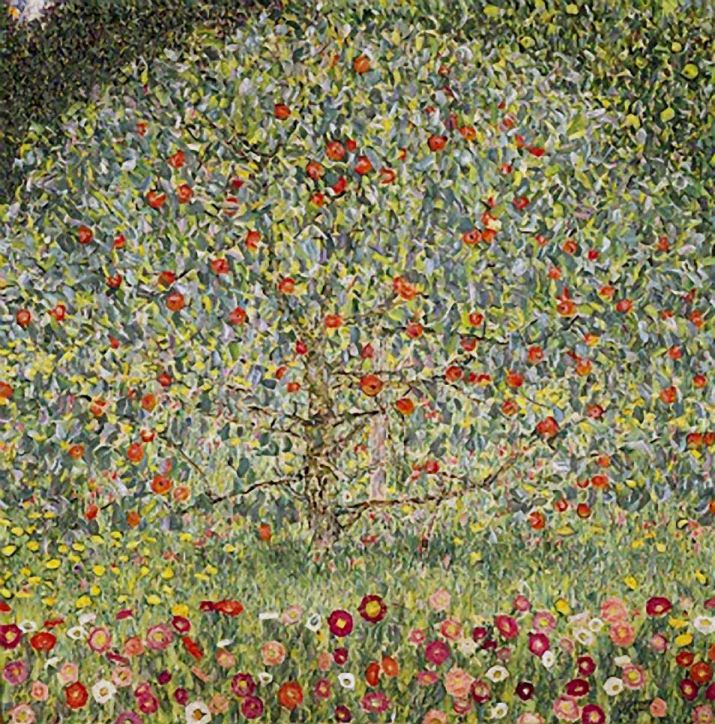
Melo (Gustav Klimt - 1912) - Uno dei quadri contesi

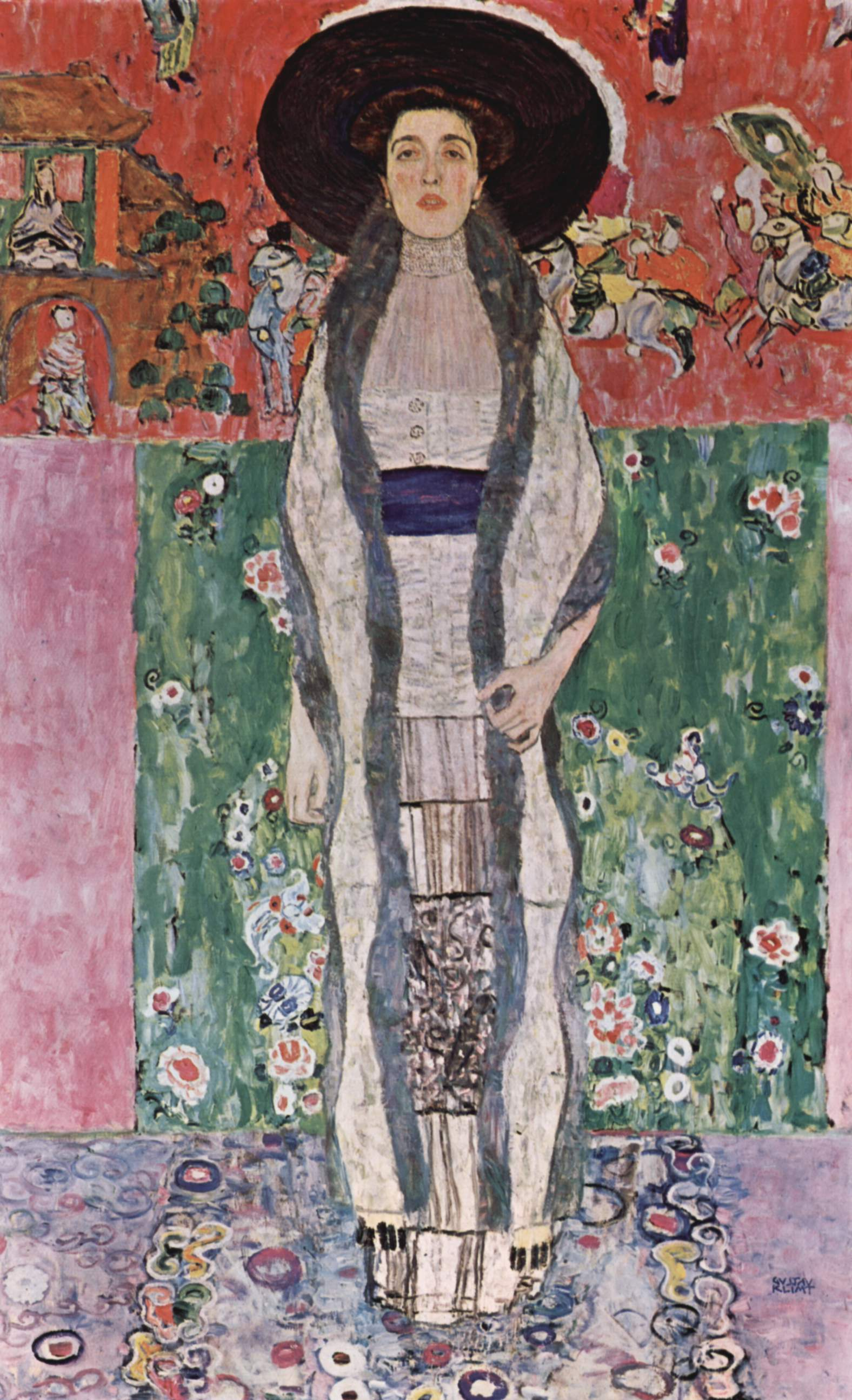
Il ritratto di Adele Bloch-Bauer (Gustav Klimt - 1912)

Alla luce della nuova situazione creatasi in Austria, Maria Altmann, che allora aveva 83 anni, decise di tentare il recupero dei dipinti. Si rivolse a vecchi amici di famiglia che vivevano a Los Angeles. Il loro figlio aveva da poco intrapreso la professione di avvocato. Si trattava di E. Randol Schoenberg, nipote dell'illustre compositore Arnold Schönberg, che, fuggito da Vienna durante l'incalzare del nazismo, aveva trovato riparo negli Stati Uniti.
L'inesperienza del giovane amico non preoccupava la Altmann, che d'altra parte non aveva grandi disponibilità finanziarie per pagare un professionista affermato. Inoltre riteneva che il grande clamore suscitato dal giornalista Hubertus Czernin avrebbe reso il caso di facile soluzione. Era propensa a raggiungere un compromesso e, rispettando i desideri della zia, era disposta a lasciare i due ritratti che la ritraevano, in cambio degli altri dipinti di Klimt, rappresentanti paesaggi.
La decisione del "Comitato per la restituzione" fu ostile agli eredi Bloch-Bauer. I dipinti sarebbero rimasti proprietà del governo austriaco. Unica concessione fu la riconsegna di 16 bozzetti di Klimt, rappresentanti la zia Adele, e 19 set delle porcellane dello zio Ferdinand. L'intransigenza delle autorità austriache la convinsero che l'unica strada da prendere era quella di un'azione legale.
Tale strada, tuttavia, risultò impraticabile. La legislazione austriaca, infatti, prevedeva, in caso di processo intentato contro le autorità governative di quel paese, una tassa di deposito da determinare in proporzione al valore dei beni da recuperare. A quel tempo, i cinque dipinti erano stati stimati per un valore di circa 135 milioni di dollari, cifra che comportava una tassa di alcuni milioni di dollari, assolutamente insostenibile da parte della signora Altmann e la sua famiglia.
In una fase successiva il tribunale decise di ridurre la tassa a 400.000 dollari, a cui si sarebbe dovuto aggiungere il controvalore dei bozzetti e della porcellane restituite in precedenza. In caso di insuccesso la Altmann avrebbe dovuto rifondere al governo austriaco 500.000 dollari. Tutti questi ostacoli di origine burocratica rendevano palese la volontà di non voler affrontare un procedimento giudiziario.

##### Il ricorso alla Corte Suprema degli Stati Uniti

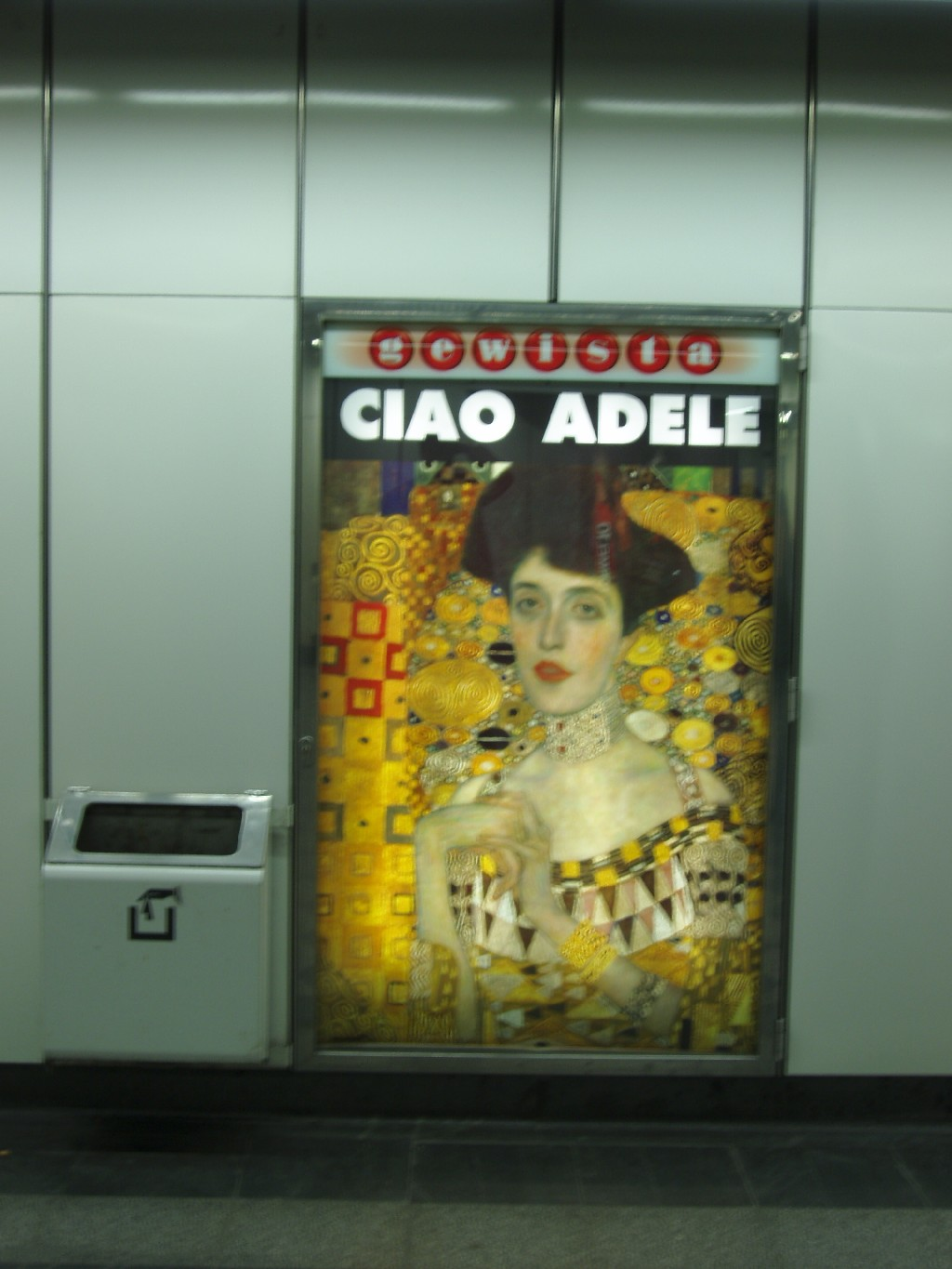
Il saluto di Vienna ad Adele ritenuta la Monna Lisa d'Austria

Alla fine la Altmann decise di rinunciare all'azione legale, viste le enormi difficoltà sollevate dal governo austriaco, che, basandosi su accordi internazionali, riteneva la disputa una questione interna del paese. Fu l'avvocato Schoenberg, che casualmente si imbatté, al suo rientro in California, in un catalogo della Galleria del Belvedere commercializzato negli Stati Uniti. Il catalogo, dedicato alle opere di Klimt, citava tutti i quadri contesi dalla famiglia Bloch-Bauer. Questo particolare apparentemente insignificante, permetteva di appellarsi alle eccezioni previste dalla Foreign Sovereign Immunities Act, e portare il contenzioso sotto la giurisdizione dei tribunali americani, bypassando tutti gli ostacoli burocratici interposti dalle autorità austriache.
Nel 2000 la Altmann ha sostenuto questa tesi presso la Corte distrettuale della California, che le diede ragione. Il caso Altmann contro Repubblica d'Austria finì alla Corte Suprema degli Stati Uniti d'America, che nel 2004 stabilì che l'Austria in questo caso non poteva appellarsi alle regole internazionali sulla immunità degli stati sovrani. Era quindi possibile un procedimento giudiziario sul suolo degli Stati Uniti.

##### La decisione favorevole del collegio arbitrale in Austria
Fu indubbiamente un risultato significativo per la Altmann e il suo legale, ma all'epoca l'anziana signora aveva ormai 88 anni ed il tempo non era suo alleato. La sua figura aveva una valenza particolare, in quanto era l'unica persona vivente testimone delle ingiustizie subite dalla sua famiglia ed era la nipote della stessa Adele ritratta nel quadro.
Il suo ruolo rivestiva, nella contesa, una grande importanza ed era in grado di influenzare qualsiasi giuria, poiché aggiungeva agli aspetti puramente economici della disputa anche tutti quegli aspetti umani che avevano stravolto un'intera generazione.
Di questo l'avvocato Schoenberg era cosciente e, tenuto conto che i legali della controparte rifiutarono qualsiasi compromesso extragiudiziale, scelse una soluzione molto rischiosa, ritenuta tuttavia l'unica percorribile. Propose loro di affidare la questione ad un arbitrato da tenersi sul suolo austriaco, composto da tre giudici: due scelti dalle rispettive controparti e uno neutrale.
Sia la Altmann che il suo legale, dopo la lunga battaglia erano consapevoli che le possibilità di successo erano contenute, ma con sorpresa, le argomentazione addotte e la forte pressione dell'opinione pubblica internazionale, convinsero il collegio arbitrale, che accolse le tesi esposte dagli eredi Bloch-Bauer. Il 17 gennaio 2006 si espresse per la restituzione dei due ritratti della zia Adele e per la restituzione di tre dei quattro dipinti contesi. La Galleria del Belvedere nel marzo successivo fu costretta alla loro restituzione in modo definitivo.

##### Le opere di Klimt negli Stati Uniti

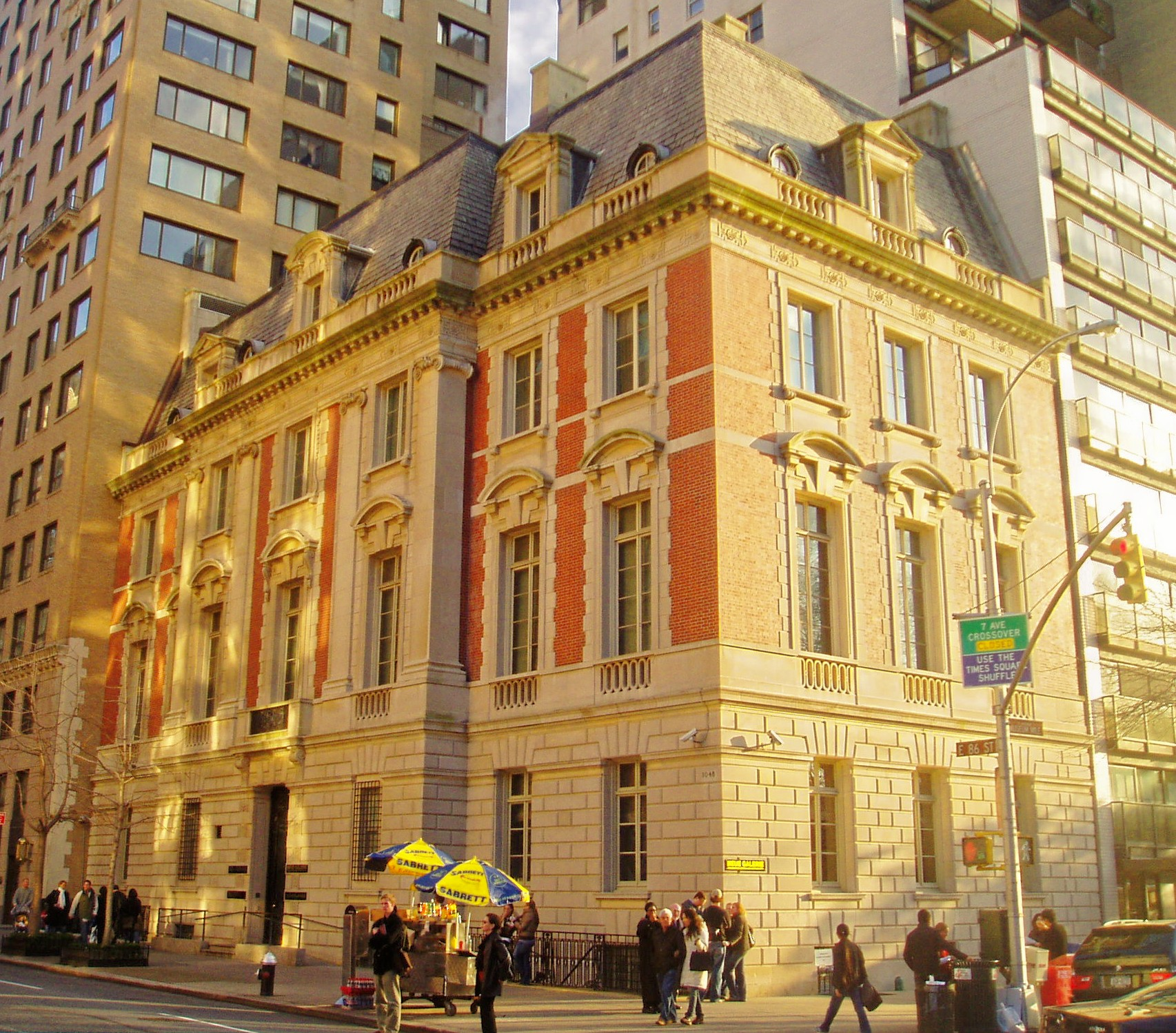
La Neue Galerie di New York nel 2006

Le cinque opere di Klimt furono portate negli Stati Uniti. Per volontà della Altmann furono esposte al pubblico nel Los Angeles County Museum of Art dal 4 aprile al 30 giugno 2006. Il ritratto di Adele Bloch-Bauer I (1907) fu subito dopo acquistato dal miliardario Ronald Lauder per una somma record di 135 milioni di dollari, con la condizione che fosse permanentemente esposto al pubblico. Trovò la sua collocazione nella Neue Galerie di New York, un museo voluto dallo stesso Lauder insieme al mercante d'arte Serge Sabarsky.
Il museo di Ronal Lauder accolse, sempre per volontà della Altmann anche gli altri quattro dipinti, che furono esposti fino al 9 ottobre di quello stesso anno. Alla fine, l'8 novembre, questi ultimi sono stati affidati a Christie's per la vendita, venendo venduti all'asta nella filiale di New York nel Rockefeller Plaza ai seguenti prezzi:
| * Buchenwald (Bosco di Betulle) (1903)                                                   |  |  |  | 40336000 $ |
| * Adele Bloch-Bauer II (1912)                                                            |  |  |  | 87900000 $ |
| * Apfelbaum (Albero di melo) (ca. 1912)                                                  |  |  |  | 33056000 $ |
| * Häuser in Unterach am Attersee (Case nel villaggio di Unterach am Attersee) (ca. 1916) |  |  |  | 31376000 $ |

Fanno ora parte di collezioni private.
In totale la Altmann realizzò con i cinque dipinti di Klimt lasciategli dallo zio Ferdinand oltre 327 milioni di dollari, che furono divisi tra gli eredi al netto della parcella di E. Randol Schoenberg, con i cui proventi realizzò il più grande studio legale specializzato in controversie giudiziarie per il recupero di opere d'arte trafugate dal regime nazista durante l'Olocausto.

##### La battaglia per gli altri beni contesi

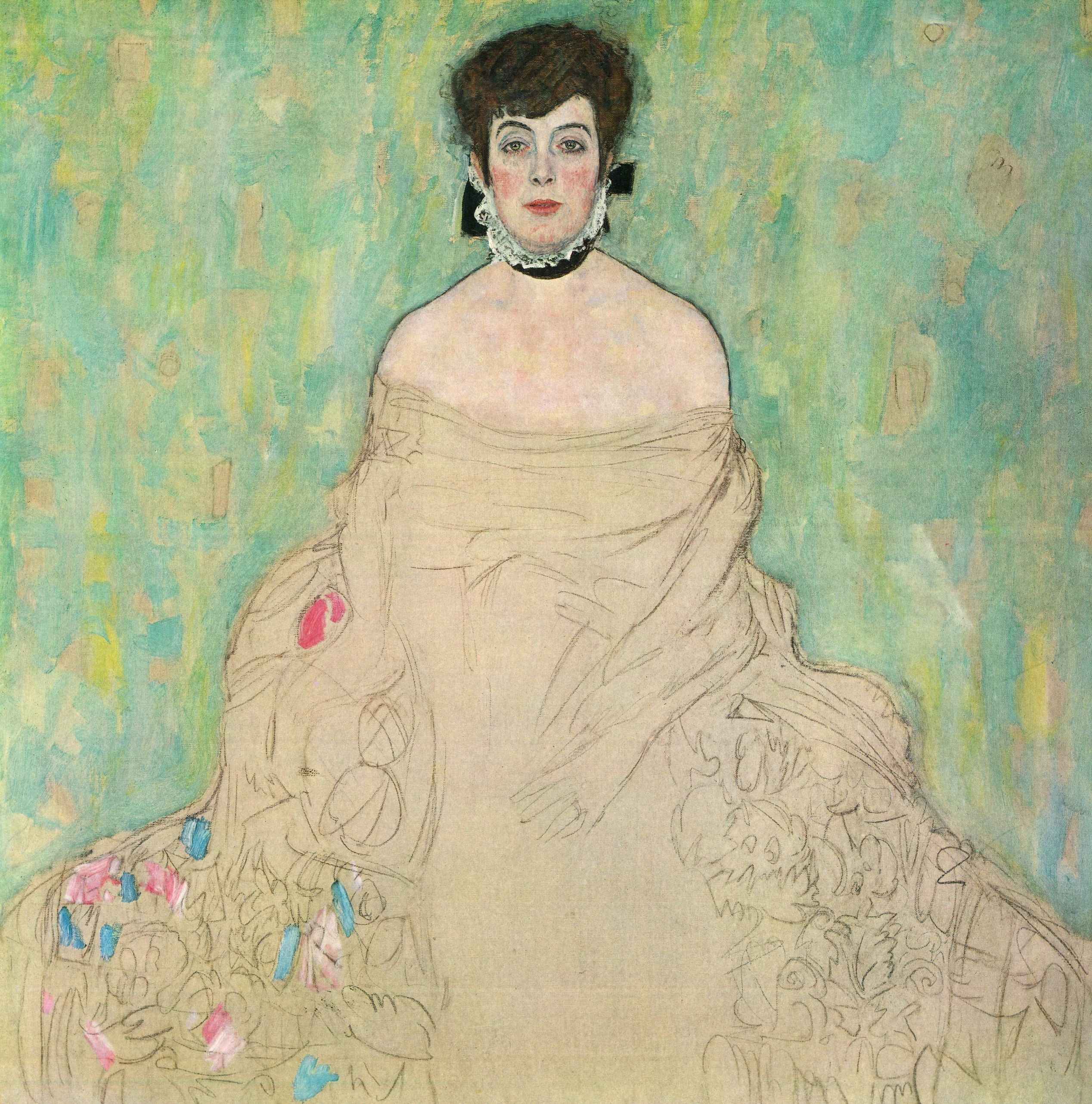
Ritratto di Amalie Zuckerlandl di Gustav Klimt (incompiuto) 1917/1918. Uno dei beni ancora contesi.

Maria Altmann, come ebbe lei stessa a dichiarare nel 2007 al The Daily Telegraph, non credeva assolutamente che sarebbe riuscita a recuperare questo grande tesoro. Era ormai convinta che le autorità austriache non avrebbero mai ceduto. Alla fine il risultato ottenuto andò molto aldilà delle sue aspettative ed, insieme agli altri eredi, era largamente soddisfatta del risultato ottenuto. Fu tuttavia risoluta a perseguire i suoi obiettivi, e parallelamente, con l'appoggio dell'avvocato Schoenberg, aveva aperto altri contenziosi con le autorità austriache, quelle elvetiche e quelle ceche.
Il 13 aprile 2005 pervenne a un altro importante risultato. Dopo un'istruttoria aperta contro l'operato di una banca svizzera, il cui nome, per riservatezza non fu reso noto, la corte federale di Brooklyn fissò un risarcimento a favore degli eredi Bloch-Bauer di 21,8 milioni di dollari. Furono infatti riscontrate gravi irregolarità formali e materiali nella gestione del fondo fiduciario in cui era confluito lo zuccherificio dello zio Ferdinand. La banca, invece di proteggere gli interessi del proprietario, organizzò la vendita ad un imprenditore di Colonia, legato al nazionalsocialismo.
La Altmann morì nel 2011. Non riuscì dunque a vedere l'epilogo delle altre controversie, che però furono portate avanti dagli eredi. Erano ancora oggetto di contenzioso:
1. nei confronti delle autorità austriache:
* la restituzione da parte della galleria del Belvedere di un altro dipinto di Klimt appartenuto alla famiglia, il Ritratto di Amalie Zuckerkandl (incompiuto, 1917/1918);[15]
* la restituzione del Palais Elisabethenstraß.[4]
2. nei confronti delle autorità ceche:
* la restituzione del castello superiore dello zio Ferdinand a Panenské Břežany.

### La morte
La battaglia della Altmann, combattuta tra il 1999 e il 2011 e cioè tra i suoi 83 e 95 anni, è stato ritenuto un esempio di grande coraggio e determinazione dalla stampa internazionale. Subito dopo la sua morte, avvenuta il 7 febbraio 2011, è stata istituita la Maria Altmann Family Foundation, un ente privato di beneficenza. L'economista americano Paul Volcker, che fu uno degli elementi determinati nel movimento di opinione a favore della restituzione, ebbe a dichiarare su di lei: "La forza delle idee genera credibilità e autorevolezza".
Con parte del ricavato della vendita riveniente dalle restituzioni, il suo legale ha realizzato una nuova ala del museo dell'Olocausto di Los Angeles. Nella grande tragedia della Shoah, il furto di una raffineria o di alcuni quadri, come sostenne l'avvocato Schoenberg, fu ben poca cosa e si potrebbe definire una piccola ingiustizia, ma dopo 70 anni "questo è uno dei pochi torti ai quali si è potuto porre rimedio".

## Nel cinema, nei media e nella letteratura
Nel cinema:
- Woman in Gold, uscito nel 2015, del regista Simon Curtis, narra la vita di Maria Victoria Altmann (interpretata da Helen Mirren), basandosi sul libro di Anne Marie O'Connor.[30]

Nei documentari:
- The Rape in Europe (Il saccheggio d'Europa), uscito nel 2006, dei registi Richard Berge e Bonni Cohen, racconta la storia del saccheggio da parte della Germania nazista di grandi opere d'arte europee durante la Seconda Guerra Mondiale.[31]
- Stealing Klimt (Rubare Klimt), uscito nel 2007, del regista Jane Chablani, presenta interviste con Altmann e altre persone che erano strettamente coinvolte nel caso, da E. Randol Schoenberg a Hubertus Czernin.[32]
- The Adele's wish (Il desiderio di Adele), uscito nel 2008, del regista Terrence Turner, presenta interviste con Altmann, Schoenberg, e i maggiori esperti provenienti da tutto il mondo.[33]

Nella saggistica letteraria:
- The Lady in gold, di Anne Marie O'Connor, pubblicato nel 2012, narra la vita di Maria Altmann.
- The Accidental Caregiver: come ho incontrato, amato e perso Maria Altmann, una leggendaria sopravvissuta dell'Olocausto, di Gregor Collins, pubblicato nel 2012.